# Genie (singolo)
Genie è un singolo del rapper statunitense YoungBoy Never Broke Again pubblicato il 5 aprile 2018.

## Video musicale
Il videoclip ufficiale è stato pubblicato sul canale ufficiale del rapper.

## Tracce
1. Diamond Teeth Samurai – 2:53